# Nieste (Fluss)
Die Nieste ist ein 21,8 km langer, östlicher und orographisch rechter Zufluss der Fulda. Sie fließt im Werra-Meißner-Kreis und im Landkreis Kassel in Hessen sowie im Landkreis Göttingen in Niedersachsen (Deutschland).

## Name
Erstmals schriftlich erwähnt wurde der Fluss 1340 als Nyeste. Der Name könnte mit dem indogermanischen Verb *sneṷ- mit der Bedeutung „(Flüssigkeit) hervorquellen lassen, tropfen“ in Verbindung stehen.

## Geographie

### Verlauf
Die Nieste entspringt im nordhessischen Werra-Meißner-Kreis im Kaufunger Wald. Ihre Quelle, die Rote Niestequelle, liegt im Geo-Naturpark Frau-Holle-Land (Werratal.Meißner.Kaufunger Wald) am Steinberg (588,75 m ü. NHN) 150 m westlich des westlichen der zwei Steinbergseen, ehemalige Braunkohle-Tagebaue, 2,2 km nordnordwestlich des abseits der Nieste liegenden Großalmerode und 8,3 km südöstlich der an ihr gelegenen Gemeinde Nieste. Sie befindet sich auf etwa 538 m Höhe.
Die Nieste, im quellnahen Oberlauf Roten Nieste genannt, fließt anfangs im Kaufunger Wald in nordwestlicher Richtung. Nach rund 1000 m Fließstrecke münden ein kurzer Bach ein, der etwa 340 m nördlich der Niestequelle entspringt, und kurz darauf der kurze Bach vom Spießborn. Einiges weiter unterhalb davon münden der Schwarzbach und die Dürre Nieste ein. Direkt anschließend erreicht der Fluss den östlichen Zipfel des Landkreises Kassel, in dem die Gemeinde Nieste liegt. In diesem Bereich, verläuft er weiter bis zur rechtsseitigen Einmündung des Wengebachs, der von der ostnordöstlich gelegenen Passhöhe Umschwang kommt.
Im oberen Niestetal mit dem Naturschutzgebiet Oberes Niestetal befinden sich umfangreiche Brunnenanlagen und Sammelleitungen der Städtischen Werke Kassel; ein Teil des Kasseler Trinkwassers wird hier gewonnen. Durch die Wasserentnahme kann es vorkommen, dass im Hochsommer dieser Bachabschnitt trockenfällt. Im dortigen Talbereich ist der „Eco Pfad Archäologie Gläsnertal“ angelegt.
Von der Einmündung des Wengebachs verläuft die Nieste etwa in westlicher Richtung durch das eng eingeschnittene Niestetal, in dem sie abschnittsweise die Grenze zum nördlich in Südniedersachsen angrenzenden Landkreis Göttingen bildet. In diesem Tal verläuft sie auch auf der Grenze des Geo-Naturparks Frau-Holle-Land im Süden zum Naturpark Münden im Norden. Dabei durchfließt sie die hessische Gemeinde Nieste und passiert mit Dahlheim und Uschlag zwei Gemeindeteile des niedersächsischen Staufenberg. Danach verläuft sie im hessischen Landkreis Kassel im Geo-Naturpark Frau-Holle-Land durch den Niestetaler Gemeindeteil Heiligenrode, wonach sie den Geo-Naturpark bei Unterqueren der Bundesautobahn 7 verlässt. Dort kommt sie nahe an die Kasseler Stadtgrenze heran, fließt dann aber durch Sandershausen, einem weiteren Niestetaler Gemeindeteil.
Nach dem Durchfließen von Sandershausen mündet die Nieste auf etwa 134 m Höhe in den Weser-Quellfluss Fulda, die bei der Niestemündung auf der Grenze von Niestetal-Sandershausen zu Wolfsanger / Hasenhecke fließt, einem Stadtteil der kreisfreien Stadt Kassel.

### Naturräumliche Zuordnung
Die Nieste entspringt in der naturräumlichen Haupteinheitengruppe Osthessisches Bergland (Nr. 35), in der Haupteinheit Fulda-Werra-Bergland (357) und in der Untereinheit Kaufunger Wald und Söhre (357.7) auf der Kaufunger Wald-Hochfläche (Vorderer Kaufunger Wald) (357.71). In diesem Naturraum fließt sie bis zum westlichen Ortsrand von Nieste. Dort wechselt der Fluss in die Untereinheit Kasseler Becken (343.3) über und vor Sandershausen in den Naturraum Kasseler Fuldaaue (343.30); beide gehören in der Haupteinheitengruppe Westhessisches Bergland (34) zur Haupteinheit Westhessische Senke (343).

### Einzugsgebiet und Zuflüsse
Das Einzugsgebiet der Nieste ist 88,131 km² groß. Zu ihren Zuflüssen gehören flussabwärts betrachtet (wenn nicht anders genannt – laut im Tabellenkopf genannten Einzelnachweisen):
| Name                                                                                        | Seite  | Länge (km) | Quell-          | Mündungs-       | Mündungs- ort (Lage)          | Mü-Stat. (km) | EZG (km²) | GKZ      |
| Name                                                                                        | Seite  | Länge (km) | höhe (m ü. NHN) | höhe (m ü. NHN) | Mündungs- ort (Lage)          | Mü-Stat. (km) | EZG (km²) | GKZ      |
| ------------------------------------------------------------------------------------------- | ------ | ---------- | --------------- | --------------- | ----------------------------- | ------------- | --------- | -------- |
| Bach parallel zur Roten Nieste                                                              | rechts | 00,8       | 510             | 445             | Nieste-Endschlagsiedlung (wo) | 20,80         |           | 4298-112 |
| Bach vom Spießborn                                                                          | rechts | 00,5       | 520             | 442             | Nieste-Endschlagsiedlung (wo) | 20,75         |           | 4298-114 |
| Schwarzbach                                                                                 | links  | 01,8       | 461             | 390             | Nieste-Endschlagsiedlung (wo) | 19,35         | 2,93      | 4298-12  |
| Dürre Nieste                                                                                | rechts | 01,0       | 440             | 368             | Nieste-Endschlagsiedlung (wo) | 18,50         |           | 4298-192 |
| Bach im „Breiten Tal“                                                                       | links  | 01,6       | 460             | 345             | Nieste-Endschlagsiedlung (wo) | 17,45         |           | 4298-194 |
| Wengebach                                                                                   | rechts | 04         | 439             | 292             | Nieste-Endschlagsiedlung (o)  | 14,80         | 5,34      | 4298-2   |
| Endschlagbach                                                                               | rechts | 05         | 472             | 273             | Nieste-Endschlagsiedlung (b)  | 13,45         |           |          |
| Bach vom Pferdekopf                                                                         | links  | 02,2       | 400             | 261             | Nieste (i)                    | 12,40         |           | 4298-52  |
| Bach vom Whs Königsalm                                                                      | links  | 01,2       | 315             | 237             | Nieste (u)                    | 10,65         |           | 4298-56  |
| Hopbach                                                                                     | rechts | 01,7       | 280             | 217             | Staufenberg-Dahlheim (u)      | 08,90         |           |          |
| Ingelheimbach                                                                               | rechts | 08,2       | 462             | 208             | Staufenberg-Uschlag (b)       | 08,25         |           |          |
| Wellebach                                                                                   | rechts | 05,4       | 380             | 202             | Staufenberg-Uschlag (b)       | 07,70         |           |          |
| Kitzebach                                                                                   | rechts | 01,5       | 256             | 197             | Staufenberg-Uschlag (i)       | 07,25         |           |          |
| Ellenbach                                                                                   | rechts | 01,9       | 282             | 171             | Niestetal-Heiligenrode (o)    | 04,45         |           | 4298-916 |
| Abkürzungen (Lage): o = oberhalb, wo = weit oberhalb, i = im, u = unterhalb vom Mündungsort |        |            |                 |                 |                               |               |           |          |

## Schutzgebiete
Abgesehen von einem quellnahen Abschnitt fließt der Nieste-Oberlauf bis Nieste im Naturschutzgebiet (NSG) Oberes Niestetal (CDDA-Nr. 164886; 1990 ausgewiesen; 1,55 km² groß). Das NSG wird anfangs beiderseits gesäumt vom Landschaftsschutzgebiet (LSG) Oberes Niestetal (CDDA-Nr. 378651; 1990; 6,526 km²) und dann vom nordöstlich liegenden LSG Weserbergland-Kaufunger Wald (CDDA-Nr. 325317; 1989; 285,018 km²). Anfangs wird es auch vom Fauna-Flora-Habitat-Gebiet Werra- und Wehretal (FFH-Nr. 4825-302; 244,8191 km²) gesäumt. Abgesehen von einem quellnahen Abschnitt fließt der Oberlauf bis Nieste auch im FFH-Gebiet Niestetal und Niestehänge (FFH-Nr. 4724-308; 5,1088 km²). Bei Nieste reichen Teile des FFH-Gebiets Bachtäler im Kaufunger Wald (FFH-Nr. 4623-331; 12,9839 km²), und zwischen Nieste und Uschlag verläuft der Bach abschnittsweise in diesem Schutzgebiet. Die Mündung liegt im Vogelschutzgebiet Fuldaaue bei Kassel (VSG-Nr. 4722-401; 8,2893 km²).